# Râul Selhiș
Râul Selhiș este un curs de apă, afluent al râului Dașor.